# آندرس خرترودیکس
آندرس خِرترودیکس (اسپانیایی: Andrés Gertrúdix‎؛ زادهٔ ۱۹۷۷) بازیگر اهل اسپانیا است.
از فیلم‌ها یا برنامه‌های تلویزیونی که وی در آن نقش داشته‌است، می‌توان به عروس کولی، جنگل دورافتاده، سنگ‌ها، آزادی‌خواه، یتیم‌خانه، ۱۰٬۰۰۰ شب هیچ‌کجا و زیر صفر اشاره کرد.